# Mimar Sinan
Mimar Sinan (osmanskoturško خواجه معمار سنان آغا, latinizirano: Mi'mâr Sinân, turško Mimar Sinan) je bil glavni arhitekt (turško mimar) in gradbenik osmanskih sultanov Sulejmana Veličastnega, Selima II. in Murata III., * okoli 1488/1490, Ağırnas, Anatolija, Osmansko cesarstvo,  † 17. julij 1588, Carigrad, Osmansko cesarstvo.
Bil je odgovoren gradnjo za več kot tristo velikih javnih in drugih skromnejših objektov, na primer šol. Njegovi učenci so kasneje zgradili Mošejo sultana Ahmeda v Carigradu in Stari most v Mostarju.
Kot sin armenskega ali grškega kamnoseka in tesarja je dobil tehnično izobrazbo in postal vojaški inženir. Imel je uspešno vojaško kariero in hitro napredoval v prvega  častnika in zatem poveljnika janičarjev s častnim nazivom Sinan. Svoje arhitekturne in inženirske sposobnosti je izpopolnjeval na vojnih pohodih in postal strokovnjak za gradnjo vseh vrst utrdb in vojaške infrastrukture, kot so ceste, mostovi in akvadukti. Približno pri petdesetih letih je bil imenovan za glavnega sultanovega arhitekta in svoje tehnično znanje, pridobljeno v vojski,  uporabil za ustvarjanje čudovitih verskih in posvetnih zgradb. Na tem položaju je ostal skoraj petdeset let. 
Njegova velika mojstrovina je Selimova mošeja v Odrinu, najbolj znana mojstrovina pa mošeja Sulejmanija v Carigradu. Bil je vodja obširnega vladnega oddelka za gradnje in izšolal veliko slavnih pomočnikov, vključno s Sedefkar Mehmed Ago, arhitektom mošeje sultana Ahmeda v Carigradu (Modra mošeja), in Mimarjem Hajrudinom, arhitektom Starega mostu v Mostarju. Mimar Sinan velja za največjega arhitekta klasičnega obdobja osmanske arhitekture, primerljivega z Michelangelom, njegovim sodobnikom na Zahodu. Michelangelo in njegovi načrti za baziliko sv. Petra v Rimu so bili v Carigradu dobro znani, saj je Visoka porta Leonarda da Vincija in Michelangela leta 1502 oziroma 1505 povabila v Carigrad, da bi predložila načrte za most preko Zlatega roga. Dela Mimarja Sinana spadajo med najvplivnejše zgradbe v zgodovini in arhetip osmanske arhitekture. 

## Življenje

### Poreklo in zgodnja leta
Po besedah Sinanovega sodobnika, biografa Mustafe Sai Čelebija, se je Sinan rodil kot Josif leta 1489 (po Encyclopædia Britannica okoli 1490, po Slovarju islamske arhitekture leta 1491, v preteklosti po besedah turškega profesorja in arhitekta Rehe Gunaya med letoma 1494 in 1499) Bil je bodisi Armenec kapadoški Grk, Albanec ali pokristanjen Turek. v mestecu Ağırnas blizu Kayserija v Anatoliji. Rojstni kraj je naveden v odloku sultana Selima II.
Encyclopædia Britannica omenja, da je bil Sinan ali armenskega ali grškega porekla. Tej trditvi v prid govori odlok Selima II., objavljen 7. ramadana leta 981 (okoli 30. decembra 1573), s katerim je sultan ugodil Sinanovi prošnji, naj prizanese in izvzame njegove sorodnike iz splošnega izgona Armencev iz Kayserija na otok Ciper. Godfrey Goodwin v nasprotju s to trditvijo meni, da se je po osmanski osvojitvi Cipra leta 1571  sultan Selim II. odločil na razseljeni otok preseliti Rimljane (grško govoreči pravoslavni kristjani) iz Karamanskega ejaleta v jugovzhodni Anatoliji. Sinan je interveniral v imenu svoje družine in dobil od sultana dva odloka, s katerima je njegove sorodnike izvzel iz deportacije.
Nekaj poznavalcev iz sultanovih ukazov sklepa, da je bil Sinan kapadoški Grk, ker so v tej regiji edino Rimljani govorili grško. Drugo dejstvo, ki podpira to trditev, je Sinanova strast do Hagije Sofije, ki je bila glavni vir navdiha za oblikovanje večine njegovih mošej, vključno s Sulejmanijo v današnjem Carigradu. 
Herbertu J. Mullerju se »zdi, da je bil Armenec«, medtem ko Lucy Der Manuelian z univerze Tufts meni, da »ga je iz dokumentov v cesarskih arhivih in drugih dokazov mogoče prepoznati  kot Armenca«.
Nekaj znanstvenikov meni, da bi Sinan lahko bil albanskega porekla. Britanski znanstvenik Percy Brown in indijski znanstvenik  Vidya Dhar Mahaja omenjata, da je bil mogul Babur zelo nezadovoljen z lokalno indijsko arhitekturo in nameraval v Indijo povabiti »določene učence vodilnega osmanskega arhitekta Sinana, albanskega genija, da bodo naredili arhitekturne načrte«.
Sinan je med odraščanjem pomagal očetu pri njegovem delu in do vpoklica v vojsko pridobil veliko gradbeniškega znanja. V knjižnici palače Topkapi so tri besedila, ki jih je Mimarju Sinanu posvetil njegov prijatelj in biograf Mustafa Sâi Çelebi. V teh rokopisih Sinan razkriva nekaj podrobnosti iz svoje mladosti in vojaške kariere. Njegovega očeta so naslavljali "Abdülmennan" (dobesedno "Sluga radodarnega in usmiljenega"). Naslov se je v Osmanskem cesarstvu pogosto nanašal na   nemuslimanskega očeta spreobrnjenca v islam.

### Vojaška kariera
Leta 1512 je bil po zakonu o krvnem davku (devşirme) vpoklican v osmansko vojsko. Poslali so ga v Konstantinopel, da bi ga izšolali  za častnika janičarskga korpusa in spreobrnili v islam. Za sprejem v cesarsko vojaško šolo Enderun v palači Topkapi je bil prestar, zato so ga poslali v pomožno šolo. Nekateri zapisi trdijo, da je morda služil velikemu vezirju Ibrahim Paši Pargaliju  kot novinec v njegovi šoli. Islamsko ime Sinan je morda dobil prav v tej šoli. Sprva se je učil za tesarja, a je zaradi svojih intelektualnih sposobnosti, zlasti v matematiki, in ambicij kmalu postal pomočnik vodilnih arhitektov in se začel šolati za arhitekta.
V naslednjih šestih letih se je izuril tudi za janičarskega častnika (acemioğlan). Po nekaterih navedbah se je morda pridružil  zadnjemu vojaškemu pohodu sultana Selima I. na Rodos. Po sultanovi smrti se je pohod končal. Dve leti kasneje je bil priča osvajanju Beograda. Pod novim sultanom Sulejmanom Veličastnim je leta 1626 kot pripadnik dvorne  konjenice sodeloval v bitki pri Mohaču. Napredoval je v kapitana sultanove garde in prevzel poveljstvo pehotnega kadetskega korpusa. Kasneje je bil nameščen v Avstriji, kjer je poveljeval 62. orti  strelskega korpusa.  Postal je mojster lokostrelstva, hkrati pa je kot arhitekt preučeval šibke točke zgradb med obstreljevanjem topništva. Leta 1535 je kot poveljujoči častnik sultanove garde sodeloval v bagdadski kampanji. Leta 1537 je odšel na odprave na Krf, Apulijo in Moldavijo.
Na teh pohodih se je izkazal kot sposoben arhitekt in inženir. Ko je osmanska vojska zavzela Kairo, je Sinan napredoval v glavnega arhitekta in dobil privilegij, da v zasedenem mestu poruši vse stavbe, ki niso v skladu z mestnim načrtom. Med kampanjo na zahodu je sodeloval pri gradnjah obrambnih objektov in mostov, vključno z mostom čez Donavo. Cerkve je spremenil v mošeje. Med perzijsko kampanjo leta 1535 je zgradil ladje za vojsko in topništvo za prečkanje jezera Van in  zato dobil  naziv Haseki'I – parlamentarni pristav v sultanovi telesni straži, ki je bil enakovreden  činu janičarskega age.
Ko je Čelebi Lütfi Paša  leta 1539 postal veliki vezir, je Sinana, ki je prej služboval pod njegovim poveljstvom, premestil v urad dvornih arhitektov. Premestitev je pomenila začetek njegove  izjemne kariere. Njegovo delo je vključevalo nadzor gradnje  infrastrukture in pretoka zalog znotraj Osmanskega cesarstva. Odgovoren je bil tudi za projektiranje in gradnjo javnih del, kot so ceste, vodovodi in mostovi. V dolgih letih službovanja je postal glavni arhitekt cesarstva  z večjimi pooblastili kot jih je imel njegov nadzorni minister. Postal je vodja celotnega zbora arhitektov – šolane ekipe asistentov, namestnikov in učencev.

### Osmanski dvorni arhitekt
Leta 1539 je bil v starosti skoraj 50 let, je bil imenovan za glavnega arhitekta sultana Sulejmana Veličanstnega. Na tem položaju je ostal vse do svoje smrti v 98. letu. Bil je v službi treh sultanov: Sulejmana Veličastnega, njegovega sina sultana Selima II. in sultana Murata III. Vzpostavil je in vodil obsežno arhitektonsko gradbeno vladno službo. Njegovo delovanje sovpada z obdobjem kulminacije osmanskega imperija, kar je zagotavljalo neovirane možnosti za uresničitev arhitektovih zamisli.
Sprva so njegove zgradbe temeljile na ustaljenih konceptih islamske arhitekture. Postopno je začel vpeljevati nove arhitekturne elemente, v katerih je prepoznaven vpliv tako perzijske arhitekture kot bizantinske Hagije Sofije. Stremel je k izgradnji velikega, enovitega, svetlega in zračnega prostora pod centralno sferično kupolo brez vmesnih stebrov. Postopno približevanje k temu cilju je razvidno iz njegovih za posamezne stopnje značilnih mošej: mošeja Şehzade v Carigradu, ki jo je sam imel za delo iz obdobja  vajeništva, Sulejmanije v Carigradu iz zrelega obdobja ter Selimova mošeja v Odrinu kot njegove mojstrovine.

## Delo
Sinanovo  usposabljanje za vojaškega inženirja mu je namesto teoretičnega dalo predvsem  empirični pristop k arhitekturi. Enako lahko rečemo tudi za velike zahodnorenesančne arhitekte, kot sta bila Brunelleschi in Michelangelo.
Različni viri navajajo, da je Sinan kot dvorni arhitekt projektiral vsaj 374 zgradb: 92 mošej, 52 majhnih mošej (mescit),  55 teoloških šol (medresa),  7 šol za recitatorje Korana (darülkurra), 20 mavzolejev (türbe), 17 javnih kuhinj (imaret), 3 bolnišnice (darüşşifa), 6 vodovodov, 10 mostov, 20 karavanserajev, 36 palač in dvorcev,
8 skladišč  in 48 javnih kopališč. Skoraj 50 let je opravljal funkcijo glavnega dvornega arhitekta, kar pomeni,  da je skoraj 50 let nadziral vsa velika gradbena dela v Osmanskem cesarstvu in sodeloval z veliko ekipo pomočnikov, ki so jo sestavljali arhitekti in gradbeni mojstri.
Ena od  njegovih nalog je bila vzpostavitev sistema za preskrbo Carigrada z vodo, v okviru katere je zgradil več akvaduktov in javnih vodnjakov. Zgradil je tudi Most Mehmed Paše Sokolovića na Drini v Višegradu, ki je tema romana Most na Drini Nobelovega nagrajenca Ive Andrića.
Sinan je vzgojil in usposobil mnogo sodelavcev, med katerimi sta najbolj znana Sedefkar Mehmed Aga, graditelj Modre mošeje v Carigradu (1616), in Mimar Hajrudin, graditelj Starega mostu v Mostarju (1566).
- Sinanove največje mojstrovine
- mošeja Šehzade, Carigrad
- mošeja Šehzade, notranjost
- Mošeja Sulejmanija, Carigrad
- Mošeja Sulejmanija, notranjost
- Selimova mošeja, Odrin

Mošeja Šehzade, dokončana leta 1548, je prva  velika mošeja, ki jo je ustvaril Sinan. Mošeja Mihrimah Sultan, znana tudi kot Mošeja na Üsküdarskem nabrežju,  je bila dokončana istega leta in ima izvirno zasnovo z glavno kupolo, podprto s tremi polovičnimi kupolami. Ko je Sinan dopolnil 70 let, je dokončal kompleks mošeje Sulejmanije. Mošeja, ki se nahaja na enem od carigrajskih gričev in gleda na zaliv Zlati rog, je bila zgrajena v imenu Sulejmana Veličastnega in je eden od simboličnih spomenikov tega obdobja. Kupola, katere premer presega 31 m in je večji od premera Selimove kupole, ki jo je Sinan dokončal pri 80 letih, je najbolj izjemen Sinanov dosežek. Mimar Sinan je svoj umetniški vrhunec dosegel z zasnovo, arhitekturo, okrasnimi ploščicami in obdelavo kamna v Selimovi mošeji.
Drugo področje arhitekture, na katerem je Sinan izdelal unikatne primerke, so mavzoleji (turbe). Mavzolej Şehzade Mehmeda slovi po zunanjem okasju in rebrasti  kupoli. Mavzolej Rustem Paše je zelo privlačna zgradba v klasičnem slogu. Mavzolej Sulejmana Veličastnega je zanimiv poskus z osmerokotnim tlorisom in plosko kupolo. Mavzolej Selima II. ima pravokoten tloris in je eden najboljših primerov osmanske  mavzolejske arhitekture. Sinanov mavzolej, ki se nahaja v severovzhodnem delu kompleksa Sulejmanije, je v primerjavi z mošejo zelo preprost.
Sinan je pri snovanju svojih mostov mojstrsko kombiniral umetnost in funkcionalnost.  Njegov najdaljši most, ki meri skoraj 635 m, je most Büyükçekmece.  Drugi pomembni mostovi so Ailivri, Stari most na Marici v Svilengradu (zdaj v Bolgariji), Most Mehmed Paše Sokolovića na reki Lüleburgaz, most Sinanlı čez reko Ergene in Most Mehmed Paše Sokolovića čez reko Drino v Višegradu v Bosni in Hercegovini. Slednji je dal Nobelovemu nagrajencu Ivu Andriću navdih za roman Most na Drini (Na Drini ćuprija).
Sinan je tudi vzdrževal in izboljševal oskrbo Carigrada z vodo in na več mestih zgradil  obokane akvadukte. Akvadukt Mağlova čez reko Alibey severno od Carigrada, ki je dolg 257 m  in visok 35 m, ima dva  nivoja lokov in je eden najboljših primerov te vrste.
Na začetku Sinanove kariere je bila osmanska arhitektura zelo pragmatična. Stavbe so bile kopije starejših stavb  z zelo enostavno zasnovo. Bile so bolj sklop sestavnih delov kot načrtovana celota. Arhitekt je lahko samo skiciral načrt za novo zgradbo in pomočnik ali delovodja sta vedela, kaj morata storiti, ker so se izogibali vsem novim idejam. Razen tega so arhitekti pri svojih načrtih upoštevali izjemno visoko  mejo varnosti, kar je povzročilo potratno porabo gradiv in dela. Sinan je vse to postopoma spreminjal. Uveljavljene arhitekturne prakse je  preoblikoval in razširil z dodajanjem novosti in se poskušal približati popolnosti.

### Zgodnja leta (do sredine 1550. let): vajeniška doba
V teh letih se je še vedno držal tradicionalnih  vzorcev osmanske arhitekture, vendar je postopoma začel raziskovati tudi druge možnosti, saj je imel med  svojo vojaško kariero priložnost preučevati arhitekturne vzorce v osvojenih mestih Evrope in Bližnjega vzhoda.
Njegova prva priložnost za načrtovanje večje zgradbe je bila mošeja Hüsrev-paše in njej pripadajoče medresa v Alepu v Siriji. Mošeja in medresa sta  bili zgrajeni za njegovega vrhovnega poveljnika in guvernerja Alepa med dvema vojaškima pohodoma pozimi 1536–1537. Zgrajeni sta bili na hitro, kar se kaže v grobi izvedbi in grobem okrasju.
Njegova prva večja naloga v vlogi dvornega arhitekta je bila gradnja kompleksa Haseki Sultan za Hurem Sultan (Rokselana), ženo sultana Sulejmana Veličastnega. Med gradnjo je moral upoštevati   načrte svojih predhodnikov. Sinan je ohranil tradicionalno ureditev razpoložljivega prostora brez kakršnih koli novosti, a je bil kompleks kljub temu zgrajen mnogo bolje kot mošeja v Alepu in kaže določeno eleganco. Kompleks je kasneje utrpel številne prenove.
Sinanu pripisujejo gradnjo obrambnega stolpa v Vlori v južni Albaniji leta 1537. Stolp je zelo podoben  Belemu stolpu v Solunu in mošeji Muradie v Vlori. Stolp je zgradil med bivanjem Sulejmana Veličastnega v Vlori in njegovimi pripravami na kampanjo proti Italiji.
Leta 1541 je začel graditi mavzolej (türbe) velikega admirala Hajredina Barbarosse. Mavzolej stoji na obali Bosporja v Beşiktaşu v evropskem delu Carigrada na mestu, kjer se je nekoč zbirala njegova flota. Nenavadno je, da admiral ni pokopan tam, ampak v grobnici ob mošeji Iskele. Mavzolej je zelo zanemarjen.
Mihrimah Sultan, edina hči Sulejmana Veličastnega in Hurreme Sultan in žena velikega vezirja Rustem-paše, je Sinanu naročila, naj v Üsküdarju zgradi mošejo z medreso (šola), imaretom (jušna kuhinja) in sibijskim mektebom (koranska šola). Imaret ne obstaja več. Mošeja Iskele (ali mošeja Jetty) že kaže nekaj značilnosti zrelega Sinanovega sloga: prostorno, visoko obokano klet, vitke minarete, enokupolni baldakino, obdan s tremi polkupolami, ki se končajo s tremi eksedrami in širokim dvojnim portikom. Gradnja je bila končana leta 1548. Gradnja dvojnega portika ni bila prva v osmanski arhitekturi, vendar je postavila trend predvsem za podeželske mošeje in mošeje vezirjev. Rustem Paša in Mihrimah sta jih pozneje zahtevala v svojih treh mošejah v Carigradu in v mošeji Rustem Paše  v Tekirdagu. Notranji portik ima tradicionalno kapniške kapitele, zunanji portik pa kapitele s ševronskimi vzorci (baklava). 
Ko se je sultan Sulejman Veličastni vrnil iz druge balkanske kampanje, je prejel novico, da je njegov sin Şehzade Mehmed pri dvaindvajsetih letih umrl. Novembra 1543, nedolgo po njegovi smrti, ko je Sinan že začel graditi mošejo Iskele, je sultan naročil Sinanu, naj zgradi novo in večjo mošejo s pripadajočim kompleksom v spomin na svojega najljubšega sina. Prinčeva mošeja naj bi bila večja in ambicioznejša od Sinanovih prejšnjih mošej. Zgodovinarji arhitekture menijo, da je ta mošeja prva Sinanova mojstrovina. Obseden s konceptom velike osrednje kupole, je Sinan preučil načrte mošej, kot sta mošeja Fatih Paše v Diyarbakirju in mošeja Piri Paše v Hasköyu. Sinan je moral v svoji perzijski kampanji obiskati obe mošeji. Za Şehzade Mehmeda je zgradil mošejo z osrednjo kupolo, tokrat s štirimi enakovrednimi polkupolami. To nadgradnjo podpirajo štirje masivni, a še vedno elegantni samostoječi osmerokotni nagubani pomoli in štirje stebri, vgrajeni v vsako stransko steno. V vogalih nad nivojem strehe štirje stolpi služijo kot stabilizacijska sidra. Ta skladen koncept se že močno razlikuje od načrtov tradicionalne osmanske arhitekture. Sedefkar Mehmed Aga je kasneje v mošeji sultana Ahmeda kopiral koncept nagubanih pomolov, da bi ji olepšal videz,  Sinan pa je to rešitev v svojih naslednjih mošejah opustil.

### Od sredine 1550-ih let do leta 1570: zrela leta
Okoli leta 1550 je bil Sulejman Veličastni na vrhuncu svojih moči. Ko je sinu zgradil mošejo, je začutil, da je čas, da zgradi tudi svojo cesarsko mošejo, trajen spomenik, večji od vseh drugih. Zgradili naj bi ga na položnem pobočju nad Zlatim rogom. Denar ni predstavljal težav, saj si je na pohodih v Evropo in Bližnji vzhod nabral ogromen plen. Sinanu je naročil, naj zgradi mošejo Sulejmanijo z vsemi pripadajočimi zgradbami, ki so jih sestavljale štiri šole, ljudska kuhinja, bolnišnica, azil, hamam, karavanserraj in hospic za popotnike (tabhane). 
Sinan, ki je takrat vodil mogočen oddelek z velikim številom pomočnikov, je to izjemno zahtevno nalogo opravil v sedmih letih. Pred Sulejmanijo ni bila zgrajena še nobena mošeja s polkubičnimi strehami. Idejo o polkubični zasnovi strehe je dobil pri Hagiji Sofiji. S tem monumentalnim dosežkom je Sinan izšel iz anonimnosti svojih predhodnikov. Sinan je moral pred tem poznati ideje renesančnega arhitekta Leona Battiste Albertija, ki je preučeval delo De arhitectura rimskega arhitekta in inženirja Vitruvija. Alberti se je tudi sam ukvarjal z gradnjo idealne cerkve, ki bi odražala harmonijo skozi popolnost geometrije v arhitekturi. Sinana je nasprotju z zahodnimi kolegi bolj kot obogatitev zanimala poenostavitev. Največji volumen je poskušal doseči pod eno samo osrednjo kupolo. Kupola temelji na krogu, popolnem geometrijskem liku, ki na abstrakten način predstavlja popolnega Boga. Sinan je uporabil subtilna geometrijska razmerja in pri izračunu razmerij in deležev svojih zgradb uporabil večkratnike ševila dva. V poznejši fazi je pri izračunu širine in razmerja kupole uporabil tudi delitve števila tri ali razmerja dva proti tri,  na primer v mošeji Mehmed Paše Sokolovića v Kadırgi.
Medtem ko je bil v celoti zaseden z gradnjo Sulejmanije, so Sinan ali njegovi podrejeni naredili  načrte in nadzirali tudi številne druge gradnje. Sinan je leta 1551 zgradil mošejo in mavzolej za velikega vezirja Pargali Ibrahim Pašo v Silivrikapı v Konstantinoplu. 
Pargalijev naslednik, veliki vezir Rustem Paša je Sinanu naročil še več del. Leta 1550 je zanj zgradil velik han v carigrajski četrti Galata. Približno deset let kasneje je zanj zgradil han v Odrinu in med letoma 1544 in 1561 še Taṣ Han v Erzurumu. Razen tega je naredil načrte za karavanseraj v Eregliju in osmerokotno medreso v Konstantinoplu.
V letih 1553 do 1555 je za velikega admirala Sinan Pašo zgradil Sinanpašino mošejo v Bešiktašu, manjšo različico Üç Şerefelijeve mošeje v Odrinu. Stavba znova dokazuje, da je Sinan temeljito preučil dela drugih arhitektov, še posebej zato, ker je bil odgovoren za vzdrževanje teh stavb. Kopiral je stare oblike, razmišljal o slabostih konstrukcij in jih  poskušal rešiti po svoje. Leta 1554 je Sinan uporabil Sinan-pašino mošejo za zgled za gradnjo mošeje naslednjega velikega vezirja Kara Ahmed-paše v Carigradu, svoje prve šesterokotne mošeje. S šesterokotno obliko zgradbe je lahko stranske kupole zmanjšal na polovične kupole in jih postavil v vogale pod kotom 45 stopinj. Sinan je to obliko kasneje ponovil v več mošejah, kot so mošeja Mehmed Paše Sokolovića pri Kadırgi in mošeja Atik Valide v Üsküdarju.
Leta 1556 je zgradil haman Haseki Hürrem Sultan, s katerim je nadomestil antično Zavksipovo kopališče, ki še stoji tik ob Hagiji Sofiji. Haman je bil eden od najlepših, ki jih je zgradil.
Leta 1559 je pod prednjim dvoriščem Hagije Sofije zgradil medreso Džafer Age in še to leto začel v Kanlıku ob Bosporju graditi majhno mošejo za Iskender Pašo. Mošeja je bila eno od manjših naročil, ki jih je dobival v teh letih.
Ko je Rustem paša leta 1561 umrl, je začel Sinan graditi mošejo Rustem paše, ki naj bi bila hkrati njegov spomenik. Dela je nadzirala njegova vdova Mihrimah Sultan. Mošeja stoji tik pod Sulejmanijo. Sinan se je tokrat odločil za osmerokotno obliko po zgledu na samostansko cerkev svetih Sergija in Bakha s štirimi majhnimi polkupolami, postavljenimi v vogalih. Istega leta je Sinan na vrtu mošeje Şehzade zgradil Rustem Pašino grobnico, okrašeno z najboljšimi izniškimi ploščicami. Mihrimah Sultan, ki je po smrti moža podvojila svoje bogastvo, si je zdaj želela lastno mošejo. Sinan ji je zgradil mošejo na Edirnekapı (Odrinska vrata) na najvišjem od sedmih gričev Konstantinopla. Mošejo je zgradil na obokani ploščadi, s čimer je poudaril njeno lego na vrhu griča. Datumi gradnje so predmet ugibanj. Do nedavnega je veljalo, da je bila zgrajena med letoma 1540 in 1550, zdaj pa je splošno sprejeto mnenje, da je bila zgrajena med letoma 1562 in 1565. Zgrajena je po enem od najbolj domiselnih Sinanovih načrtov z novim podpornim sistemom in stranskim prostorom, s katerim je povečal prostor za okna.  Mošeja s kvadratnim tlorisom ima dve stranski galeriji s po tremi kupolami. Osrednja kupola je visoka 37 m in ima premer 20 m. Na vsakem vogalu osnovnega kvadrata stoji velikanski pomol, povezan z neizmernimi oboki s 15 velikimi okni in štirimi okroglimi okni, ki notranjost preplavljajo s svetlobo. Slog te revolucionarne stavbe je bil tako blizu gotskemu slogu, kot je dopuščala osmanska zgradba.
Leta 1566 je dokončal mošejo Banja Baši v Sofiji v Bolgariji, trenutno edino delujočo mošejo v mestu. Njegova prva mošeja v Sofiji je bila zgrajena leta 1528. Zaradi temne barve kamna so jo imenovali Črna mošeja (Imaret camii). V potresu v 19. stoletju je bila močno poškodovana in zato opuščena.
V petdesetih letih 16. stoletja je zgradil carigrajski vodovodni sistem Kirkcesme. Videti je kot izjemna mojstrovina. Dolg je 55 km in ima 35 akvaduktnih mostov. Štirje so visoki do 35 m in dolgi do 700 m.
Od leta 1560 do 1566 je Sinan gradil mošejo za Zal Mahmud Pašo v Carigradu na pobočju pod Ajvansarajem. Načrte zanjo je zagotovo naredil on in tudi delno nadziral gradnjo, gradnjo manjših sklopov pa je prepustil manj kompetentnim rokam, saj so on in njegovi najsposobnejši pomočniki kmalu začeli snovati svojo mojstrovino, Selimovo mošejo v Odrinu.  Mošeja se dviga visoko nad svojo okolico in ima na vzhodni strani  štirje nivoje oken, kar ji daje videz palače ali celo stanovanjskega bloka. V notranjosti so tri široke galerije, zaradi katerih je notranjost videti kompaktna. Kupola je kljub masivni zgradbi  nepričakovano elegantna. Galerije so videti kot preizkus za galerije Selimove mošeje.

### Obdobe od leta 1570 do mrti: mojstrstvo
V tej pozni fazi svojega življenja je Sinan poskušal ustvariti enotno in vzvišeno elegantno notranjost. Da bi to dosegel, je odstranil vse nepotrebne pomožne prostore izven podpornih pomolov osrednje kupole. To je naredil že v mošeji Mehmed Paše Sokolovića v Kadırgi v Carigradu, zgrajeni v letih 1571–1572, in zatem v Selimovi mošeji v Odrinu. V drugih stavbah svojega zadnjega obdobja je Sinan eksperimentiral s prostorskimi in stenskimi obdelavami, ki so bile novost v klasični osmanski arhitekturi.
Po njegovih besedah v avtobiografiji "Tezkiretü’l Bünyan" je njegova mojstrovina Selimova mošeja v Odrinu. Ta mošeja, ki se je osvobodila ovir tradicionalne osmanske arhitekture, predstavlja vrhunec Sinovega dela in vse klasične osmanske arhitekture. Med gradnjo so bile glavni motiv arhitektove besede: "Nikoli ne morete zgraditi kupole, večje od kupole Hagije Sofije, še posebej kot muslimani". Ko je bila Selimija dokončana, je Sinan trdil, da ima največjo kupolo na svetu, večjo kot Hagija Sofija. Višina kupole od tal je dejansko nižja, premer pa je komaj 0,5 m večji od premera kupole tisoč  let starejše Hagije Sofije. Kupola Selimove mošeje, merjena od njenega dna, je višja. Ko je bila stavba končana, je bil Sinan star več kot 80 let. V tej mošeji je končno uresničil svoj cilj ustvariti optimalno, popolnoma enotno in kupolasto notranjost, zmago prostora, ki dominira v notranjosti. Tokrat se je odločil za osmerokotno osrednjo kupolo, široko 31,28 m in visoko 42 m,  podprto z osmimi ogromnimi  pomoli  iz marmorja in granita. Na pomolih ni nobenega kapitela, imajo pa oporne loke, da se zdi, da loki rastejo iz pomolov. S postavitvijo bočnih galerij daleč stran je povečal občutek prostornosti. Številna okna preplavijo notranjost z veliko svetlobe.  Na štirih vogalih kvadrata pod kupolo so polkupole. Prostor pod kupolo je zračen in eleganten, kakršnega se težko vidi pod osrednjimi kupolami. Mošeja ima na vogalih molilnice štiri minarete, visoke 83 m, ki so najvišji v muslimanskem svetu.
Sinan je v teh letih naredil tudi načrte za han mošeje Tekije v Damasku, ki spade med največje mestne znamenitosti, in zgradil most Mehmed Paše Sokolovića na Drini v Višegradu na vzhodu Bosne in Hercegovine. Most je kraj Unescove svetovne dediščine.

### Zaključek
Na začetku svoje kariere arhitekta se je moral Sinan soočati z uveljavljeno tradicionalno kupolasto arhitekturo. Med usposabljanjem za vojaškega inženirja se je arhitekturi približeval bolj z empiričnega kot teoretičnega vidika. Začel je eksperimentirati z načrtovanjem in gradnjo enokupolnih in večkupolnih stavb. V svojih zasnovah zgradb in mošej je poskušal doseči geometrijsko čistost, racionalnost in prostorsko celovitost. V vsem tem je pokazal svojo ustvarjalnost in željo po ustvarjanju jasnega in enotnega prostora. Začel je razvijati več različic  kupol, jih na različne načine obdajal s polkupolami, pomoli, mrežastimi zidovi in različnimi galerijami. Njegove kupole in loki so ukrivljeni, drugod pa se je izogibal  ukrivljenim elementom, s čimer je okrogle kupole preoblikoval v pravokotni, šesterokotni ali osmerokotni sistem. Poskušal je doseči racionalno harmonijo med zunanjo piramidalno sestavo polkupol, ki se je zaključila v eno kupolo brez nosilnega  venca, in notranjim prostorom, v katerem se je osrednja kupola s prostorom pod njo navpično integrirala v enovito celoto. Njegov genij je v organizaciji tega prostora in v razrešitvi napetosti, ki jih ustvarja takšna zasnova. Bil je inovator pri uporabi okrasja in motivov, ki jih je združil v arhitekturno celoto. Središče pod osrednjo kupolo je poudarjala poplava s svetloba iz številnih oken. Svoje mošeje je na učinkovit način vključil v kompleks (külliye), ki je bil intelektualno in drugačno središče  skupnosti in služil socialnim in zdravstvenim potrebam vernikov.
Klasična osmanska arhitektura je ob Sinanovi smrti dosegla svoj višek. Noben njegov naslednik ni bil dovolj nadarjen, da bi presegel lepoto Selimove mošeje in jo nadgradil. Njegovi nasledniki so se vrnili k starejšim zgledom. Inovativnost je začela usihati in zatem povsem zamrla.

## Stavbe
Mimar Sinan je po podatkih v uradnem seznamu njegovih del Tazkirat-al-Abniya v petdesetletni karieri dvornega arhitekta zgradil ali nadziral gradnjo 476 stavb. 196 njegovih stavb še obstaja. Nekaterih stavb verjetno ni ustvaril sam, ampak jih je prepustil svojim izkušenim sodelavcem, vendar je bil zanje odgovoren. Kot janičar, torej sultanov suženj, je bil odgovoren predvsem sultanu. V svojem prostem času je delal tudi načrte za visoke državne uradnike. Manj zahtevne gradnje v provincah je prepuščal svojim pomočnikom. Mimar Sinan je zgradil:
- 94 velikih mošej (camii)
- 57 kolegijev
- 52 manjših mošej (mescit)
- 48 kopališč (hamam)
- 35 palač (saray)
- 22 mavzolejev (türbe)
- 20 karavanserajev (kervansaray,  han)
- 17 javnih kuhinj (imaret)
- 8 mostov
- 8 skladišč ali žitnic
- 7 koranskih šol (medrese)
- 6 akvaduktov
- 3 bolnišnice (darüşşifa)

Med njegova najpomembnelša dela spadajo:
- mošeja Mehmed Paše Sokolovića (Azapkapı)
- mošeja Mehmed Paše Sokolovića (Kadırga)
- Džeferagina medresa (Carigrad)
- Selimova mošeja, Odrin)
- mošeja Sulejmanija (Carigrad)
- kompleks Kılıç Ali Paše
- mošeja Molle Çelebija
- kopališče Haseki Sultan (Carigrad)
- kompleks Haseki Sultan (Carigradl)
- kopališče Çemberlitaş (Carigrad)
- mošeja Pijale Paše
- mošeja Şehzade
- mošeja Mihrimah Sultan pri Edirnekapı (Carigrad)
- mošeja Mihrimah Sultan (Üsküdar)
- Most Mehmed Paše Sokolovića (Višegrad, Bosna in Hercegovina)
- mošeja Banja Baši (Sofija, Bolgarija)
- mošeja Nisandži Mehmed Paše
- mošeja Rüstem Paše
- mošeja Zal Mahmud Paše
- mošeja Kadirga Sokullu
- mošeja Koursoum ali Osman Šahova mošeja (Trikala, Tesalija, Grčija)
- Al-Takiya Al-Suleimaniya (Damask, Sirija)
- medresa princa Selima
- Most Mimarja Sinana (Büyükçekmece)
- cerkev Marijinega vnegovzetja (Uzundžovo, Bolgarija)
- mošeja Tekija
- mošeja Husruvijah
- molilnica ob Zahodnem zidu (Jeruzalem, Izrael)

## Smrt in zapuščina
Sinan je umrl leta 996 po hidžri (1587–1588 n. št.). Pokopan je v skromni grobnici, ki jo je sam zgradil pod sevetovzhodnim vogalom Selimove mošeje. Ulica se njemu v čast imenuje Mimar Sinan Caddesi. 
Njegova grobnica stoji zelo blizu grobnic njegovih pokroviteljev, sultana Sulejmana Veličastnega in njegove žene Haseki Hürrem. Nad oknom z železno rešetko je epitaf velikega turškega pesnika Mustafe Saija. V napisu je omenjeno tudi leto njegove smrti in zapis, da je zgradil 400 majhnih mošej, 80 petkovih mošej in Most Sulejmana Veličastnega v carigrajski mestni četrti Büyükçekmece.
Leta  1935 je skupina turških znanstvenikov izkopala Sinanove posmrtne ostanke. Zagovorniki v tistem času zelo priljubljene rasne znanosti so z meritvami njegove lobanje »dokazali, da je bil Turek«.
Po njem se imenujeta tudi 
- krater Sinan na planetu Merkurju in
- turška Državna univerza lepih umetnosti Mimarja Sinana.

Sinanov portret je bil upodobljen na reverzu turškaga bankovca za 10.000 lir (1982–1995), milenijskem kovancu za 7.500.000 lir (2001), šestih poštnih znamkah: za 100 lir (leta 1957 ob štiristoletnici odprtja Sulejmanije), 50 lir (leta 1988 ob štiristoletnici njegove smrti) in seriji štirih zmamk, izdanih 14. novembra 2007 (60, 70, 70 in 80 kurusov s podobo Sinana in njegovih del).  
Roman Elifa Şafaka Arhitektov vajenec se vrti okoli arhitekta Sinana in je »prepojen z vonjavami, zvoki in prizori iz Osmanskega cesarstva, ko je bil Carigrad središče civilizacije. Roman Arhitektov vajenec je čarobna, obsežna zgodba o fantu in njegovem slonu, ujetima v svet čudežev in nevarnosti.«

## Galerija
- Sinanov kip v Ankari
- Sinanov kip v Carigradu
- Şehzade v Carigradu (Fatih)
- Sulejmanija
- Sulejmanija
- Selimija v Odrinu
- Selimija, notranjost kupole
- Sinanov grob v bližini Sulejmanije